# Maschinengewehr 42
Maschinengewehr 42, skraćeno MG 42, njemačka strojnica korištena u Drugom svjetskom ratu. Ime je dobilo po tome što je napravljen 1942. godine.
Najviše ga je koristilo osoblje Wehrmachta, SS-a i Waffen SS-a. Do današnjeg dana mnogi ovaj mitraljez smatraju najboljim ikada. Napravljeno ih je oko 423.000.